# Reino de Córdoba (Corona de Castilla)
El reino de Córdoba fue una jurisdicción territorial o provincial de la Corona de Castilla desde la Reconquista hasta la división territorial de España en 1833. Fue uno de los cuatro reinos de Andalucía. Las localidades que lo componían según el Catastro de Ensenada pueden verse en el anexo Localidades del reino de Córdoba.
Desde el punto de vista jurisdiccional el territorio del reino de Córdoba era realengo y señorial. El realengo se centraba en torno a la ciudad de Córdoba y sus alrededores, mientras que al norte y al sur de la capital existían extensos señoríos territoriales de la casa de Aguilar-Priego, la casa de Cabra y del condado de Santa Eufemia, así como otros señoríos menores, como el marquesado de Benamejí, el condado de Luque y las posesiones de la casa de Comares y de la casa del Carpio. 
Eclesiásticamente, el reino dependía del arzobispado de Toledo.
El reino de Córdoba estaba dividido en cuatro partidos jurisdiccionales: el partido de Córdoba, el partido del Carpio, el partido de Santa Eufemia, y el partido de los Pedroches.
En el siglo XVIII en territorios de los reinos de Córdoba se crearon las de Nuevas Poblaciones de Andalucía.
En 1833, tras 597 años de existencia, el Real Decreto de 30 de noviembre suprimió el reino de Córdoba, creándose la actual provincia de Córdoba, que se formó uniendo las localidades del reino homónimo y los siguientes lugares de Extremadura: Belalcázar, Fuente la Lancha, Hinojosa del Duque y Villanueva del Duque. Sin embargo Chillón y su aldea de Guadalmez, lugares pertenecientes al reino, pasaron a formar parte de la provincia de Ciudad Real. Asimismo la nueva provincia incorporó dos exclaves del reino de Jaén que existían en el reino de Córdoba: Belmez (que incluía Peñarroya-Pueblonuevo, segregada en 1886) y Villafranca de Córdoba (antes, «de las Agujas»). Actualmente la provincia está compuesta por los municipios que pueden verse en el anexo Municipios de la provincia de Córdoba.

El Reino de Córdoba según las Respuestas Generales del Catastro de Ensenada (1750-54).
Los cuatro reinos de Andalucía.